# Dorian De Maeght
Dorian De Maeght (Elsene, 13 augustus 1997) is een Belgisch voormalig wielrenner.

## Carrière
In 2018 werd De Maeght veertiende in de door Tibo Nevens gewonnen Antwerpse Havenpijl. Drie jaar later werd hij, tijdens een stageperiode bij Bingoal Pauwels Sauces WB, onder meer negentiende in de Gooikse Pijl en zeventiende in de Ronde van Drenthe. In 2022 werd De Maeght prof bij de ploeg waar hij al stage had gelopen. Zijn officiële debuut maakte hij in de Ronde van Oman, waar hij in de eerste etappe naar de zestiende plek sprintte. Later dat jaar nam hij deel aan onder meer de Scheldeprijs, de Vierdaagse van Duinkerke en de ZLM Tour.

## Resultaten in voornaamste wedstrijden
|      | \| Jaar \| Gent-Wevelgem \| Parijs-Roubaix \| \| ---- \| ------------- \| -------------- \| \| 2023 \| opgave \| buit.tijd \| |                |
| Jaar | Gent-Wevelgem | Parijs-Roubaix |
| 2023 | opgave | buit.tijd      |

## Ploegen
- 2021 –  Bingoal Pauwels Sauces WB (stagiair vanaf 1 augustus)
- 2022 –  Bingoal Pauwels Sauces WB
- 2023 –  Bingoal Pauwels Sauces WB

Aniołkowski · Castrique · De Bie · Dupont · Huys · Livyns · Menten · Mertz · Molly ·Paasschens · Paquot · Peyskens · Rex · Robeet · Suter · Vallée · Vanendert · Venner · L. Wirtgen · T. Wirtgen · De Maeght (stagiair) · Desal (stagiair)
Aniołkowski · Blouwe · De Maeght · Desal · Dupont · Lauk · Livyns · Meens · Menten · Mertz · Molly ·Paasschens · Paquot · Peyskens · Rex · Robeet · Tietema (vanaf 1/2) · Tizza · Venner · Viviani (vanaf 21/3) · L. Wirtgen · T. Wirtgen · Desmarets (stagiair) · Dopchie (stagiair)
Blouwe · De Maeght · De Tier · Desal · Guerin · Lauk · Malucelli · Meens · Mertens · Mertz · Peyskens · Robeet · Salby · Teugels · Tizza · Van Boven · Van der Beken · Van Keirsbulck · Van Rooy · Vandepitte · Matthys (stagiair) · Persico (stagiair)